# Bellaria Film Festival
Il Bellaria Film Festival è un festival cinematografico italiano, è uno dei primi e più longevi festival italiani dedicati al cinema indipendente.

## Storia del Bellaria Film Festival
Fondato nel 1983 con il nome di "Anteprima per il cinema indipendente italiano", si svolge nella località romagnola di Bellaria Igea Marina. Nel suo corso ha cambiato diverse denominazioni, passando da "Anteprima per il Cinema Indipendente Italiano", ad Anteprimaannozero (nel 2000 e nel 2001), al nome attuale, Bellaria Film Festival.
Diretto tra gli altri da Enrico Ghezzi, Morando Morandini e Gianni Volpi, il festival ha avuto un ruolo di primo piano nella promozione del cinema indipendente italiano e, nel corso della sua evoluzione, si è caratterizzato per aver sempre teorizzato la necessità della commistione e dell'attraversamento di generi, durate e formati dei prodotti audiovisivi.
Nel 1998 il festival ha partecipato ad Adriaticocinema, esperienza unificatrice di tre mostre cinematografiche romagnole (Anteprima, Mystfest di Cattolica e Riminicinema, il festival di cinema di Rimini), che però non ha dato i risultati sperati; la prima edizione venne diretta da Marco Bellocchio e la seconda da Dario Buzzolan e Mario Sesti. 
Dopo le due edizioni di Adriaticocinema, la rassegna di Bellaria tornò ad un'autonomia organizzativa, con l'usuale obiettivo di promuovere le produzioni indipendenti italiane. Enrico Ghezzi tornò a essere direttore, questa volta unico, nelle edizioni del 2000 e del 2001, ribattezzando il festival con il nome di Anteprimaannozero. Nelle successive edizioni riprese la direzione organizzativa Morando Morandini, accompagnato da Daniele Segre e Andrea Costa.
Prima con la direzione artistica di Fabrizio Grosoli e poi con quella di Emma Neri, il festival si è dedicato interamente al documentario, cui ha riservato i concorsi Italia Doc e Casa Rossa Art Doc.
Nel 2018, la direzione artistica del festival è stata affidata al produttore teatrale, musicale e cinematografico Marcello Corvino.
Nel 2022 la direzione artistica è stata affidata alla programmatrice e critico cinematografico Daniela Persico, mentre la direzione organizzativa ad Approdi. Con la quarantesima edizione, il Bellaria Film Festival riapre al cinema in ogni sua forma, non legandosi più solamente al documentario, riportando gli storici concorsi Gabbiano e Casa Rossa. Dal 2024 l'organizzazione riporta in attività il concorso "3 minuti e tema fisso".

## Vincitori 1983
Nella prima edizione di "Anteprima per il cinema indipendente italiano" ci fu un unico concorso, e venne assegnato il premio "Caveja d'oro". L'anno seguente venne sostituito con il premio Gabbiano.
- 1983 Caveja d'oro: Come dire… di Gianluca Fumagalli

## Concorso Gabbiano

### 1984 - 1989
1984
- Gabbiano d'oro, miglior film: Vite di ballatoio di Daniele Segre
- Gabbiano d'argento: Summertime di Massimo Mazzucco
- Gabbiano d'argento: Drimage e Passaggio con figure di Silvio Soldini
- Gabbiano d'argento: Venerdì sera, lunedì mattina di Alberto Chiantaretto e Daniela Pianciola

1985
- Gabbiano d'oro (ex aequo): Giulia in ottobre di Silvio Soldini
- Gabbiano d'oro (ex aequo): L'osservatorio nucleare del signor Nanof di Paolo Rosa

- Gabbiano d'argento (ex aequo): Perché anche l'occhio di Carla Baroncelli

- Gabbiano d'argento (ex aequo): Rosso di sera di Kiko Stella

1986
- Gabbiano d'oro: non assegnato
- Gabbiano d'argento (ex aequo): Now I Know Snow di Gianfranco Barberi e Marco di Castri
- Gabbiano d'argento (ex aequo): Variation di Gianni Castagnoli
- Gabbiano d'argento (ex aequo): Giallo e nero di Gianfranco Giagni
- Gabbiano d'argento (ex aequo): La donna luna in azzurro di Fernanda Moneta
- Gabbiano d'argento (ex aequo): Mercoledì delle ceneri di Gabriella Rosaleva
- Gabbiano d'argento (ex aequo): Change di Maurizio Rubboli e William Molducci

1987
- Gabbiano d'oro: The Immigrant di Fabrizio Laurenti
- Gabbiano d'argento (ex aequo): Lucidi folli di Ursula Ferrara
- Gabbiano d'argento (ex aequo): Parricidio di Eugenio Sari

1988
- Gabbiano d'oro: Gentili signore di Adriana Monti
- Gabbiano d'argento (ex aequo): Camera astratta di Studio Azzurro
- 1988 Gabbiano d'argento (ex aequo): Viva gli sposi di Gianluca Re

1989
- Gabbiano d'oro: Contraccolpo di Giuseppe Ferlito
- Gabbiano d'argento: Off Season di Elisabetta Lodoli

### 1990 - 1997
1990
- Gabbiano d'oro: Dimmi qualcosa di te di Gianluca Maria Tavarelli
- Gabbiano d'argento (ex aequo): Sfumatura alta di Umberto Cantone
- Gabbiano d'argento (ex aequo): Venezia: l'ultimo affare di Pierandrea Gagliardi

1991
- Gabbiano d'oro (ex aequo): Seicortosei di Daniele Ciprì e Franco Maresco
- Gabbiano d'oro (ex aequo): Real Falchera F.C. di Giacomo Ferrante, Renato Ricatto e Enrico Verra
- Gabbiano d'argento (ex aequo): Enigmatic Ages di Flavia Alman e Mario Canali
- Gabbiano d'argento (ex aequo): Sette quadri per lo zen di Pietro Angelini

1992
- Gabbiano d'oro: Il vecchio dentro di Antonio Rezza
- Gabbiano d'argento Odeon TV: La casa rosa di Roberta Brambilla

1993
- Gabbiano d'oro: Confusus di Antonio Rezza
- Gabbiano d'argento APT: Note per quattro amici di Marco Bertozzi

1994
- Gabbiano d'oro: Oreste a Tor Bella Monaca di Carolos Zonars
- Gabbiano d'argento (ex aequo): Tutti i giorni sì di Daniela Bortignoni e Edi Liccioli
- Gabbiano d'argento (ex aequo): Poco più della metà di zero di Agostino Ferrente

1995
- Gabbiano d'oro: Passo a passo con le stelle di Marcel Cordeiro
- Gabbiano d'argento: Compagno che sei nei cieli di Giuseppe Ferlito

1996
- Gabbiano d'oro: Normale di Flavio Bonetti
- Gabbiano d'argento (ex aequo): Liri. La stagione dei fiori tristi di Raffaele Schito
- Gabbiano d'argento (ex aequo): Storia di Tonino di Andrea Bevilacqua e Cristina De Ritis

1997
- Gabbiano d'oro: La matta dei fiori di Rolando Stefanelli
- Gabbiano d'argento: La passeggiata dello schizo di Monica Petracci e Lorenzo Bazzocchi

### 2022[12]- presente
2022
- Gabbiano Miglior film: Quello che conta di Agnese Giovanardi
- Gabbiano innovazione cinematografica: Spartivento di Marco Piccarreda
- Gabbiano menzione speciale: Enklave di Marco Balestri
- Premio MYmovies.it: Una claustrocinefilia di Alessandro Aniballi e Quello che conta di Agnese Giovanardi
- Premio Oxilia10 in collaborazione con il Cinema Beltrade: Appendice ad un film girato in estate  di Samira Guadagnuolo e Tiziano Doria e L'Ors di Alessandro Abba Legnazzi

2023
- Gabbiano Miglior film: Animal di Riccardo Giacconi
- Gabbiano innovazione cinematografica: Roger... arriva il Presidente! di Marco Chiarini
- Gabbiano menzione speciale: In tutte le ore e nessuna di Valeria Miracapillo e Davide Minotti
- Premio MyMovies.it: Lala di Ludovica Fales
- Premio Oxilia10: Fuoritempo di Matilde Ramini e Perduto Paradiso in due rulli di Luca Ferri, Morgan Menegazzo, Mariachiara Pernisa.

2024
- Gabbiano Miglior film: Ludendo Docet di Luca Ferri
- Gabbiano innovazione cinematografica: Horkos di Marta Anatra
- Premio MyMovies.it: Mycelia di Alessandra Stefani
- Premio Oxilia10: Horkos di Marta Anatra e Impressio in urbe #3 - Brescia di Giuseppe Spina e Giulia Mazzone

## Concorso tre minuti a tema fisso
Introdotto nel 1985, ogni anno veniva assegnato un tema sul quale realizzare un'opera di tre minuti. Nel 1995 cambia nome, diventando "Concorso 150 secondi a tema fisso".

### 1985 - 1989
1985
Tema: La spiaggia
Klidas di Danilo Conti e Maria Martinelli
1986
Tema: Il Cibo
Pop Lat di Giovanni Martinelli
1987
Tema: Le cose invisibili
Assassinio di un ranuncolo di Rocco Valentini
1988
Tema: Il telefono
S.O.S. chiamata urgente di Alfredo Mastrogiovanni
1989
Tema: Il denaro
Giallo oro di Monica Petracci
1990
Tema: Dio
Illuminati di Daniele Ciprì e Franco Maresco
1991
Tema: Made in Italy
Simboli di Raffaele Rago
1992
Tema: Orrore
- (ex aequo) Costanza di Pietro Balla
- (ex aequo): Fetus di Paolo Doppieri
- (ex aequo): Cosanostra di Francesco Montelli

1993
Tema: L'altro
Salva il mio cuore di Alberto Callari
1994
Tema: Diavolo
- 005-XXX-XXX di Marco Bragaglia
- Tragic Band di Sergio Porro

1995
Da quest'anno come "Concorso 150 secondi a tema fisso"
Tema: Sesso
Non porno più di Giogiò Franchini
1996
Tema: Suspense
O pallone di Francesco Armitti, Enrico Baldini, Sabina Tornatore e Giuseppe Zavota
1997
Tema: Un bel Po
"Un po' di qua', un po' di là" di Andrea Busi, Mauro Marchese e Armando Mozzetta 
Il brufolo di Edo Tagliavini

### 2000 - 2007
2000
Tema: Miracolo
Eli Eli Lamma Sabacthani di Alessandro Spada
2001
Tema: 2001
A.I. alla mia generazione di Alessandro Spada
2002
Tema: Emergenza
Io non posso entrare di Michelangelo Frammartino
2003
Tema: Sospetto
Camera Car di Frank Monopoli
2004
Senza titolo di Alessandro Spada (fiatlvx)
2005
Insideout di Alessandro Quadretti
2006
Tema: Elezioni
Pocket diary di Maurizio Losi
2007
Tema: Inchiesta
Inchiesta: rapporto vallette/intercettazioni/politica Maurizio Failla

### 2024 - presente
2024
Tema: No Planet B
Miglior film: Something We Forget to Remember di Valentina Manzoni
Miglior regia: 30 anni in 3 minuti di Federico Cammarata, Filippo Foscarini

## Casa Rossa
Il premio Casa Rossa venne assegnato dal 1987. Inizialmente chiamato premio al "miglior film indipendente italiano", prese il nome di Casa Rossa dal 1990.

### 1987 - 1989
1978
Dal Polo all'Equatore di Yervant Gianikian e Angela Ricci Lucchi
1988
La gentilezza del tocco di Francesco Calogero (regista)
1989
Stesso sangue di Egidio Eronico e Sandro Cecca

### 1990 - 1999
1990
La fine della notte (film 1989) di Davide Ferrario
1991
L'aria serena dell'ovest di Silvio Soldini
1992
Uova di garofano di Silvano Agosti
1993
Libera (film) di Pappi Corsicato
1994
- Miglior film: Veleno di Bruno Bigoni
- Migliore attrice protagonista: Penélope Cruz per La ribelle (film 1993) di Aurelio Grimaldi
- Miglior attore protagonista (ex aequo): Renato Carpentieri per 80 MQAAVV
- Miglior attore protagonista (ex aequo): Carlo Colnaghi per Veleno (film 1993) di Bruno Bigoni

1995
- Miglior film: Strane storie - Racconti di fine secolo di Sandro Baldoni
- Migliore attrice protagonista: Iaia Forte per Piccoli orrori di Tonino De Bernardi
- Miglior attore protagonista: Ivano Marescotti per Strane storie - Racconti di fine secolo di Sandro Baldoni
- Miglior contributo tecnico: Gianni Fiore per la fotografia di L'estate di Bobby Charlton di Massimo Guglielmi (regista)

1996
- Miglior film: Lo zio di Brooklyn di Daniele Ciprì e Franco Maresco
- Migliore attrice protagonista: Iaia Forte per I buchi neri di Pappi Corsicato
- Miglior attore protagonista: Roberto De Francesco per Il verificatore di Stefano Incerti
- Miglior contributo tecnico: Luca Bigazzi per la fotografia di Lo zio di Brooklyn di Daniele Ciprì e Franco Maresco

1997
- Miglior film: Il caricatore di Eugenio Cappuccio, Massimo Gaudioso e Fabio Nunziata
- Miglior attrice protagonista: Agnieszka Czekanska per Gli occhi stanchi di Corso Salani
- Miglior attore protagonista: Sergio Castellitto per Hotel Paura di Renato De Maria
- Miglior contributo tecnico: gli animatori del film La freccia azzurra di Enzo D’Alò

1998
Premio non assegnato perché prima edizione di Adriaticocinema.
1999
Fuori dal mondo di Giuseppe Piccioni

### 2000 - 2010
2000
Premio non assegnato.
2001
Gostanza da Libbiano di Paolo Benvenuti
2002
- Miglior film: L'uomo in più di Paolo Sorrentino
- Miglior attore protagonista (ex aequo): Fabrizio Gifuni per L’amore probabilmente
- Miglior attore protagonista (ex aequo): Toni Servillo per L'uomo in più
- Miglior attrice protagonista (ex aequo): Sonia Bergamasco per L'amore probabilmente
- Miglior attrice protagonista (ex aequo): Rosalinda Celentano per L'amore probabilmente
- Miglior contributo tecnico: Paolo Sorrentino per la sceneggiatura del film L'uomo in più

2003
- Miglior film: L’imbalsamatore di Matteo Garrone
- Miglior attore protagonista ex aequo: Valerio Mastandrea per Velocità massima
- Miglior attore protagonista (ex aequo) Ernesto Mahieux per L'imbalsamatore
- Migliore attrice protagonista: Donatella Finocchiaro per Angela (film 2002) di Roberta Torre
- Miglior contributo tecnico: Marco Onorato per la fotografia del film L'imbalsamatore di Matteo Garrone

2004
- Miglior film: Il Dono di Michelangelo Frammartino
- Miglior attrice protagonista: Sonia Bergamasco per Amorfù di Emanuela Piovano
- Miglior attore protagonista: Luigi Maria Burruano per Il ritorno di Cagliostro di Daniele Ciprì e Franco Maresco
- Miglior contributo tecnico: Franco Piavoli per la fotografia di Al primo soffio di vento

2005
- Miglior film: Cartoni animati (film) di Sergio Citti e Franco Citti
- Miglior attrice: Barbora Bobuľová in La spettatrice di Paolo Franchi (regista)
- Miglior attore: Giorgio Pasotti in Volevo solo dormirle addosso di Eugenio Cappuccio
- Miglior contributo tecnico: Giuseppe Lanci per la fotografia di La spettatrice

2006
Il canto dei nuovi emigranti di Felice D'Agostino e Arturo Lavorato
2007
Primavera in Kurdistan di Felice D'Agostino e Arturo Lavorato
2008
Il passaggio della linea di Pietro Marcello
2009
- Miglior film: Below Sea Level di Gianfranco Rosi
- Menzione speciale: Come un uomo sulla terra di Andrea Segre, Riccardo Biadene e Dagmawi Yimer

2010
Da quest'anno assegnato come Casa Rossa Doc
- Miglior Documentario: Corde di Marcello Sannino
- Menzione Speciale: In Purgatorio di Giovanni Cioni

### 2011 - 2013
2011
Almost Married di Fatma Bucak e Sergio Fergnachino
2012
Il Mundial dimenticato di Filippo Macelloni e Lorenzo Garzella
2013
Le cose belle (film) di Agostino Ferrente e Giovanni Piperno

### 2022[12]- presente
2022
Re Granchio di Alessio Rigo de Righi e Matteo Zoppis
2023
La timidezza delle chiome di Valentina Bertani
2024
Casa rossa italiano: Gli oceani sono i veri continenti di Tommaso Santrambrogio
Menzione speciale Casa rossa italiano: Simone Bozzelli
Casa rossa internazionale: On the Go di Maria Gisèle Royo, Julia de Castro
Menzione speciale Casa rossa internazionale: Animal di Sofia Exarchou

## Concorso Anteprima

### 2000 - 2010
2000
- 1º Premio Oro: Come se fosse niente di Davide Bini, Filippo Bianchi
- 2º Premio: Atomique. Les trois portes di Filippo Timi
- 3º Premio (ex aequo): Dove sono stato di Mauro Santini
- 3º Premio (ex aequo): Jing - Il pozzo di Stefano Milla
- 3º Premio (ex aequo): Quello che posso permettermi di Andrea Porporati

2001
- 1º Premio oro: Hanna di Vinicio Basile
- 2º Premio: Siciliatunisia di Anselmo De Filippis e Stefano Savona
- 3º Premio: Paolo e Francesco di Gabriele Anastasio

2002
- 1º Premio Oro: I graffiti della mente di Pier Nello e Erika Manoni
- 2º Premio: La sua gamba di Francesco Costabile

2003
- 1º Premio Oro (ex aequo): Camera car di Frank Monopoli
- 1º Premio Oro (ex aequo): Giovedì di Stefano Scaletti
- 2º Premio: L'eroe di Alessandro Spada
- Premi Farassino: Rocca Petrosa di Cosimo Terlizzi

2004
- 1º Premio Oro: Sono incinta di Fabiana Sargentini
- 2º Premio: Cardilli addolorati di Carlo Luglio e Romano Montesarchio
- Premio Farassino: Crudo. Un film senza condimento di Fabio Cavallo
- Menzione speciale: Meninas de rua (ragazze di strada) di Andrea Narese, Roseli G. Pereira e Martino Ferro
- Premio Speciale della Giuria per il film di animazione: Notontheprogramme di Vinicio Basile
- Premio Speciale della Giuria per il documentario: Animol di Martina Parenti e Marco Berrini

2005
- 1º Premio Oro (ex aequo): La stoffa di Veronica di Emma Rossi-Lai e Flavia Pasquini
- 1º Premio Oro (ex aequo): Di madre in figlia di Fabiana Sargentini
- 2º Premio: La morte mi fa ridere, la vita no! Piero di Livorno di Claudio Di Mambro, Luca Marile, Umberto Migliaccio
- Premio Farassino: La città del silenzio di Riccardo De Cal

2006
- 1º Premio Vela Oro: Nerik di Antonello Grieco e Pasquale Di Meglio
- 2º Premio Vela Argento: L'amore che fugge di Maria Martinelli
- Premio Vela Ambiente: Un metro sotto i pesci di Michele Mellara e Alessandro Rossi

2007
- 1º Premio Vela Oro: Onibus di Augusto Contento
- 2º Premio Vela Argento: R-Esistenze - Donne del sud di Marco Pasquini
- Menzione Speciale: Urgon di Frediana Fornari

2008
Da quest'anno assegnato come "Concorso Anteprima Doc"
- 1º Premio Vela Oro: Lo zio Sem e il sogno bosniaco di Chiara Brambilla
- 2º Premio Vela Argento: Il cammino del guerriero di Andreas Pichler

2009
- 1º Premio Vela Oro: Molto visibile, segretamente nascosto di Donatella Di Cicco
- 2º Premio Vela Argento: Padre nostro di Carlo Lo Giudice

2010
- Miglior Documentario: Cargo di Vincenzo Mineo
- Menzione Speciale: Non c'è più una majorette a Villalba di Giuliano Ricci

## Altri premi

### 1987 - 1989
1987
Premio speciale per la realizzazione di un film: progetto La mina di Loredana Bianconi
1988
Premio F.I.C.E. Emilia-Romagna: L'abbraccio di Armando Manni

### 1990 - 1999
1990
Premio Cinestabilimento Donato: Alessio Gelsini per la fotografia del film Ciò che luccica è oro di Carlos Zonars
1991
- Premio Cinestabilimento Donato: Koroth N. Nambiar per la fotografia del film Sette quadri per lo zen di Pietro Angelini
- 1991 Premio APT al miglior film sulla Metropoli balneare: Lo scenario della vacanza nella metropoli balneare romagnola di Marco Bertozzi e Egidio Mucci

1992
Premio APT al miglior film sulla Metropoli balneare: Gran bordel di Giovanni Mazzanti

### 2004 - 2009
2004
Concorso Cinema per la realtà (premio a un progetto di documentario): Sadurano di Federico Fava e Josella Porto
2006
Premio Avanti!: Un metro sotto i pesci di Michele Mellara e Alessandro Rossi (regista)
2007
- 2007 Premio Avanti!: Matha memoria di una strega di Giovanni Calamari
- 2007 Premio Avanti!: Hypno-bici di Silvio Canini
- 2007 Premio Avanti!: Urgono di Frediana Fornari
- 2007 Premio Avanti!: Polistirene di Anna Franceschini
- 2007 Premio Avanti!: Le regole del gioco di Francesco Gatti
- 2007 Premio Avanti!: Casa mia di Debora Scaperrotta

2008
- 2008 Concorso Corto Doc: A piedi sul filo di Enrica Andreetto e Roberto Zazzara
- 2008 Concorso Corto Doc - Menzione speciale: Ain't no sunshine di Silvio Canini
- 2008 Premio Avanti!: A piedi sul filo di Enrica Andreetto e Roberto Zazzara
- 2008 Premio Avanti!: Gancho Cruzado di Frediana Fornari
- 2008 Premio Avanti!: Lo zio Sem e il sogno bosniaco di Chiara Brambilla
- 2008 Premio Avanti!: Welcome Bucarest di Claudio Giovannesi
- 2008 Premio Avanti!: Tradurre di Pier Paolo Giarolo
- 2008 Premio Avanti!: Senza perdere la tenerezza di Francesca Balbo

2009
- 2009 Corto Doc: Un mondo difficile di Vincenzo Frenda

### 2010 - 2019
2010
- 2010 Corto Doc: Una su tre di Claudio Bozzatello
- 2010 Crossmedia Doc: Prison Valley - The Prison Industry di David Dufresne e Philippe Brault

2011
- 2011 Crossmedia Doc: Welcome to Pine Point di Paul Shoebridge e Michael Simons
- 2011 Italia Doc: This is my Land... Hebron di Giulia Amati e Stephen Natanson

2012
- 2012 Radio Doc: Antonina di Gianluca Stazi e Giuseppe Casu
- 2012 Radio Doc - Menzione Speciale: L'isola che c'è di Daria Corrias e Alessandro Serranò
- 2012 Italia Doc: Bad Weather di Giovanni Giommi
- 2012 Italia Doc - Menzione Speciale: Italy. Love it or leave it di Gustav Hofer e Luca Ragazzi
- 2012 Menzione Morandini: Mare chiuso di Stefano Liberti e Andrea Segre

2013
- 2013 Concorso Radio Doc: Africa bianca di Barbara D'Amico e Fabio Lepore
- 2013 Concorso Radio Doc - Menzione speciale: Italia-Romania. In viaggio con le badanti di Flavia Piccinni
- 2013 Concorso Italia Doc: In utero Srebrenica, di Giuseppe Carrieri
- 2013 Concorso Italia Doc - Menzione speciale: Il libraio di Belfast di Alessandra Celesia

2014
- 2014 Concorso Italia Doc: Centoquaranta. La strage dimenticata di Manfredi Lucibello
- 2014 Menzione Gianni Volpi: Il segreto di Cyop&Kaf
- 2014 Menzione Gianni Volpi: Dal Profondo di Valentina Zucco Pedicini
- 2014 Menzione Paolo Rosa: The Column di Adrian Paci

2015
- 2015 Concorso Italia Doc: SmoKings di Michele Fornasero
- 2015 Menzione Gianni Volpi: Brasimone di Riccardo Palladino
- 2015 Menzione Paolo Rosa: Ella Maillart. Double journey di Antonio Bigini e Mariann Lewinsky

2016
- 2016 Concorso Italia Doc (ex aequo): Mia madre fa l'attrice di Mario Balsamo
- 2016 Concorso Italia Doc (ex aequo): Il solengo di Alessio Rigo de Righi, Matteo Zoppis
- 2016 Menzione Gianni Volpi: Il matrimonio di Paola Salerno
- 2016 Menzione Paolo Rosa: La mia casa e i miei coinquilini. Il lungo viaggio di Joyce Lussu di Marcella Piccinini
- 2016 Menzione straordinaria B.I.M. 60: L'ombelico magico di Laura Cini

2017
- 2017 Concorso Italia Doc: Sagre balere di Alessandro Stevanon
- 2017 Menzione Gianni Volpi: See You in Texas di Vito Palmieri
- 2017 Menzione Paolo Rosa: Tomba del Tuffatore di Yan Cheng e Federico Francioni

2018
- 2018 Concorso Bei Doc: Tutto è scritto di Marco Pavan
- 2018 Concorso Bei Young Doc: RISKI di Otto Reuschel
- 2018 Premio Speciale Luis Bacalov: Beo di Francesca Pirano e Stefano Viali

2019
- 2019 Concorso Bei Doc: “Qualcosa rimane” di Francesco D’Ascenzo
- 2019 Concorso Bei Young Doc: “Noi” di Benedetta Valabrega
- 2019 Premio Speciale Luis Bacalov: “Qualcosa rimane” di Francesco D’Ascenzo

### 2020 - presente
2020
- 2020 Concorso Bei Doc: "Of Animals and men" di Lukasz Czajka
- 2020 Concorso Bei Young Doc: "Sotto le stelle fredde" di Stefano Giacomuzzi
- 2020 Premio Speciale Luis Bacalov: "Not everything is black" di Olmo Parenti
- 2020 Premio Speciale Pari Opportunità: "Butterflies in Berlin –Diario di un’anima divisa in due" di Monica Manganelli

2021
- 2021 Concorso Bei Doc: "Vernissage" di Fabrizio Bellomo